# 青松路街道
青松路街道，是中华人民共和国新疆维吾尔自治区阿拉尔市下辖的一个乡镇级行政单位。

## 行政区划
青松路街道下辖以下地区：
阳光社区、塔河社区。